# Botanik
Botanik (från grekiska βοτάνη, botanē, "bete", "örter", "gräs") är vetenskapen om växter, deras struktur, egenskaper och biokemi. Ämnet är en gren av biologin. Botaniken omfattar studier av 410 000 landväxter, inklusive cirka 391 000 arter av kärlväxter varav 369 000 är blomväxter, samt 20 000 bryofyter. Historiskt har även svampar och alger ingått i botanikens område. 
Botanikens ursprung går tillbaka till förhistorisk tid, då människor lärde sig att identifiera och odla växter med ätliga, giftiga eller medicinska egenskaper. Under medeltiden anlades klosterträdgårdar med medicinalväxter, vilket ledde till etableringen av de första universitetsanknutna botaniska trädgårdarna på 1500-talet, som den i Padua. Dessa trädgårdar bidrog till utvecklingen av växttaxonomin, som kulminerade i Carl von Linnés binomiala nomenklatur år 1753.
Modern botanik är ett tvärvetenskapligt fält som inkluderar studier av växtens struktur, tillväxt, reproduktion, biokemi, ekologi, evolution och systematik. I vår tid ligger ett särskilt fokus ligger på molekylär genetik och epigenetik. Botanisk forskning har praktiska tillämpningar inom jordbruk, skogsbruk, hortikultur och miljöförvaltning samt i utvecklingen av livsmedel, läkemedel och material. Botanikens betydelse ökar i takt med att klimatförändringarna påverkar ekosystemen och behovet av att bevara den biologiska mångdfalden för framtida hållbarhet blir allt mer kritiskt.

## Botanikens omfattning och nödvändighet

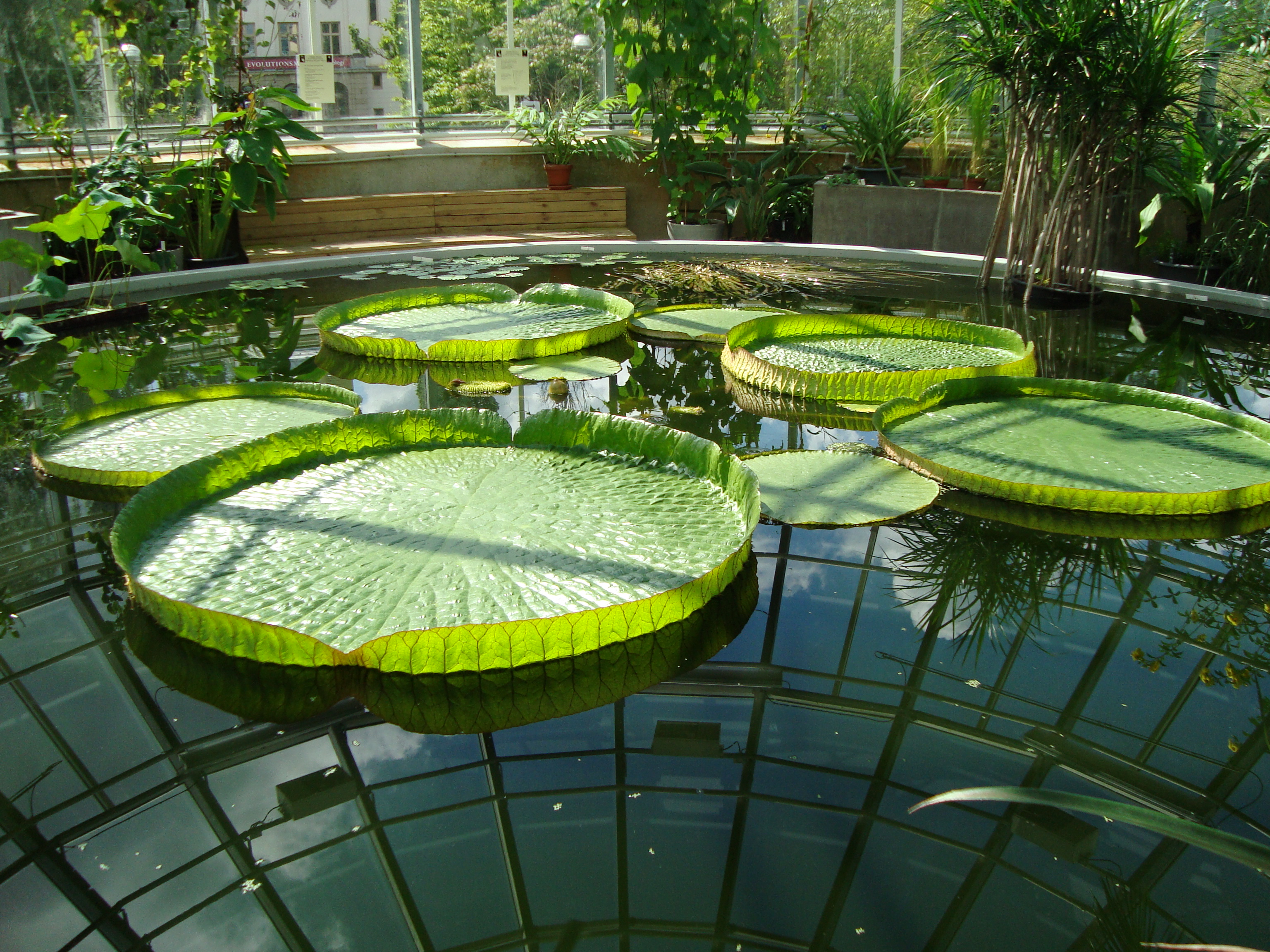
Jättenäckros i Uppsala botaniska trädgård.

Liksom andra biologiska livsformer kan även växter studeras på olika nivåer, från molekyler, genetisk och biokemisk nivå till celler, individer och bestånd av plantor. På alla nivåer forskas kring klassificering, växtanatomi och växtfysiologi (funktion).
Historiskt sett har botaniker forskat om alla organismer som inte räknades till djurriket. Några av dessa "växtliknande" organismer var svampar (mykologi), bakterier och virus (mikrobiologi) och alger (fykologi). Alger, svampar och mikrober anses inte längre höra till växtriket. Bland de äldsta kända skrifterna om botanik kan nämnas Theofrastos skrifter Peri fyton historia (Περί Φυτών Ιστορίας, Om växternas historia) och Peri fyton aition (Περί Φυτών Αιτιών, Om växternas naturlära).
Växter är en mycket grundläggande del av livet på jorden. De skapar syre, mat, fibrer, bränsle och mediciner som möjliggör existensen av högre livsformer. Samtidigt absorberar växterna koldioxid, en viktig växthusgas, genom fotosyntesen. En djup förståelse för växterna är avgörande för mänsklighetens framtid eftersom växterna låter oss:
- livnära jordens befolkning
- förstå grundläggande livsprocesser
- använda mediciner och material
- förstå miljöförändringar

## Botaniska indelningar
- Huvudgrupper
  - kärlkryptogamer
  - barrväxter
  - enhjärtbladiga
  - tvåhjärtbladiga
- växtsamhällen
  - hedserien
  - stäppserien
  - ängsserien
  - myrserien
  - havsstränder
  - sötvatten
  - kulturmarker
- endemiska växtarter
- epifyter
- fleråriga växter
- foderväxter
- forntidsväxter
- Färgväxter
- giftiga växter
- honungsväxter
- indigena växtarter
- krukväxter
- kryddväxter
- kulturväxter
- köttätande växter
- marktäckare
- oljeväxter
- perenner
- ruderatväxter
- vallväxter
- vilda växter
- värdväxter
- ängsväxter
- åkerväxter

## Sociala indelningar
- fridlysta växter
- landskapsblommor
- medicinalväxter
- nya arter
- nyttoväxter
- näringsväxter
- ogräs
- prydnadsväxter
- rumsväxter
- skyddsväxt
- specialodlingsväxter
- spånadsväxter
- stenpartiväxter
- stimulansväxter
- tillfälliga växter
- trädgårdsväxter
- utdöda växter
- utrotningshotade växter

## Källhänvisningar
1. ↑  ”Liddell, Scott, Jones' A Greek–English Lexicon - βοτάνη”. lsj.gr. Arkiverad från originalet den 27 januari 2021. https://web.archive.org/web/20210127081418/https://lsj.gr/wiki/%CE%B2%CE%BF%CF%84%CE%AC%CE%BD%CE%B7. Läst 19 september 2024.
2. ↑  ”botanik | SAOB”. https://www.saob.se/artikel/?seek=botanik. Läst 19 september 2024.
3. ↑  ”Botany”. Cambridge dictionary. https://dictionary.cambridge.org/dictionary/english/botany. Läst 19 september 2024.
4. 1 2 3 4 5 6 7 8  ”Botany | Definition, History, Branches, & Facts | Britannica”. web.archive.org. 4 augusti 2024. Arkiverad från originalet den 4 augusti 2024. https://web.archive.org/web/20240804074927/https://www.britannica.com/science/botany. Läst 19 september 2024.
5. ↑  ”Botany Definition & Meaning - Merriam-Webster”. web.archive.org. 16 maj 2024. Arkiverad från originalet den 16 maj 2024. https://web.archive.org/web/20240516204333/https://www.merriam-webster.com/dictionary/botany. Läst 19 september 2024.
6. ↑  ”The State of the World's Plants Report – 2016”. Royal Botanic Garden Kew. Arkiverad från originalet den 28 september 2016. https://web.archive.org/web/20160928190506/https://stateoftheworldsplants.com/report/sotwp_2016.pdf. Läst 19 september 2024.
7. ↑  ”Botany”. Biology Online. https://www.biologyonline.com/dictionary/botany. Läst 24 september 2024.
8. ↑  ”What is a botanic garden?”. Royal Botanic Garden Kew. Arkiverad från originalet den 14 september 2024. https://web.archive.org/web/20240914051633/https://www.kew.org/read-and-watch/what-is-a-botanic-garden. Läst 19 september 2024.
9. ↑  Primack, Richard B.; Ellwood, Elizabeth R.; Gallinat, Amanda S.; Miller‐Rushing, Abraham J. (2021-08). ”The growing and vital role of botanical gardens in climate change research” (på engelska). New Phytologist 231 (3):  sid. 917–932. doi:10.1111/nph.17410. ISSN 0028-646X. https://nph.onlinelibrary.wiley.com/doi/10.1111/nph.17410. Läst 19 september 2024.